# لويس فيريرا
لويس فيريرا هو ممثل البرتغال وكندي، ولد في 20 فبراير 1966 في البرتغال.

## أعمال

### أفلام
- (1988) كوكتيل
- (1991) الغداء العاري
- (2004) ظهور الموتى[5]
- (2007) القناص[6]
- (2007) سو 4
- (2008) سو 5

### مسلسلات
- اختلال ضال
- المسافرون
- إن سي آي إس
- التحقيق في موقع الجريمة
- ميامي
- نزل بيتس[7]

## وصلات خارجية
- لويس فيريرا على موقع IMDb (الإنجليزية)
- لويس فيريرا على موقع ألو سيني (الفرنسية)
- لويس فيريرا على موقع أول موفي (الإنجليزية)
- لويس فيريرا على موقع قاعدة بيانات الأفلام السويدية (السويدية)
- لويس فيريرا على موقع إن إن دي بي (الإنجليزية)
- لويس فيريرا على موقع قاعدة بيانات الفيلم (الإنجليزية)
- لويس فيريرا على موقع كينوبويسك (الروسية)